# Ёжик в клетке
Ёжик в клетке (чеш. Ježek v kleci) — механическая головоломка, популярная в Чехии, занимает центральное место в книге Тайна головоломки (Záhada hlavolamu) «Трущобной трилогии» приключенческих рассказов Ярослава Фоглара. Головоломка состоит из небольшого шарика с торчащими шипами различной длины, находящегося в цилиндре с отверстиями разных размеров. Суть головоломки состоит в том, чтобы вытащить шарик (ёжика) из цилиндра (клетки). Оригинальная головоломка с цилиндрической клеткой была представлена в США фирмой New York News Company в 1895 году. 